# Biblioteca Nacional da Coreia
A Biblioteca Nacional da Coreia está localizada em Seul, Coreia do Sul, e foi estabelecida em 1945. Abriga mais de 6,5 milhões de volumes, incluindo mais de 844.000 livros estrangeiros e alguns dos Tesouros Nacionais da Coreia do Sul.
Ela foi realocada de Sogong-dong, em Jung-gu, para Namsan-dong em 1974, e uma segunda vez para o local onde se encontra atualmente, em Banpo-dong, Seocho-gu, em 1988. Também foi transferida do Ministério da Educação para o Ministério da Cultura em 1991.

## Acesso pelo transporte público
A biblioteca é servida pelas linhas 3, 7 e 9 do Metrô de Seul, todas conectadas à estação Terminal de Ônibus Expresso. A biblioteca também é servida pela linha 2 do Metrô de Seul, através da estação Seocho, saída 6.